# Бала (Якутия)
Бала (якут. Бала) — село в Верхоянском улусе Республики Саха (Якутия) России. Административный центр Арылахского наслега.

## География
Село находится в северной части Якутии, в пределах Янского плоскогорья, на левом берегу реки Сартанг, на расстоянии примерно 90 километров (по прямой) к юго-западу от посёлка Батагай, административного центра улуса. Абсолютная высота — 150 метров над уровнем моря.
Климат
Климат характеризуется как резко континентальный, с продолжительной морозной малоснежной зимой и коротким прохладным летом. Средняя температура воздуха самого тёплого месяца (июля) составляет 16-17 °C; самого холодного (января) — −38 − −48 °C. Среднегодовое количество атмосферных осадков составляет 150—300 мм. Снежный покров держится в течение 215—235 дней в году.
Часовой пояс
Село Бала находится в часовой зоне МСК+7. Смещение применяемого времени относительно UTC составляет +10:00.

## Население
| 1989 | 2002 | 2010 | 2021 |
| ---- | ---- | ---- | ---- |
| 600  | ↘579 | ↘543 | ↘327 |

Половой состав
По данным Всероссийской переписи населения 2010 года в гендерной структуре населения мужчины составляли 50,1 %, женщины — соответственно 49,9 %.
Национальный состав
Согласно результатам переписи 2002 года, в национальной структуре населения якуты составляли 95 % из 579 чел.

## Улицы
Уличная сеть села состоит из семи улиц и одного переулка.